# 金塔玉黍螺
金塔玉黍螺（学名：Tectarius coronatus），是中腹足目玉黍螺科Tectarius的一种。主要分布于台湾，常栖息在潮间带岩礁。